# Nagy Jenő (színművész)
Nagy Jenő, született Grósz (Hajdúböszörmény, 1878. december 29. – Budapest, 1941. március 24.) színész.

## Életútja
Grósz József árvaszéki igazgató  fiaként született. Grósz családi nevét 1880-ban Nagyra változtatta. Színpadra lépett 1899. április havában, Komjáthy János színigazgatónál. Sokáig működött a Népszínháznál, majd a Fővárosi Operettszínház, később Művész Színház egyik szorgalmas tagjaként ismerték. Az Országos Színészegyesület tanácsosa és a Budapesti Színészszövetség választmányi tagja volt. Az első világháború alatt katonaként szolgált. Rendkívüli élénk tevékenységet fejtett ki szociális téren a színészegyetem javára, buzgósággal vett részt évenként a kisnyugdíjas színészek karácsonyi megajándékoztatási mozgalmaiban és az évenként megtartandó színészközgyűléseken mindig objektív módon védte a színész-érdekeket. Sírja a Kozma utcai izraelita temetőben áll (43. parcella 1. sor 22. sír)